# Paula Schindler

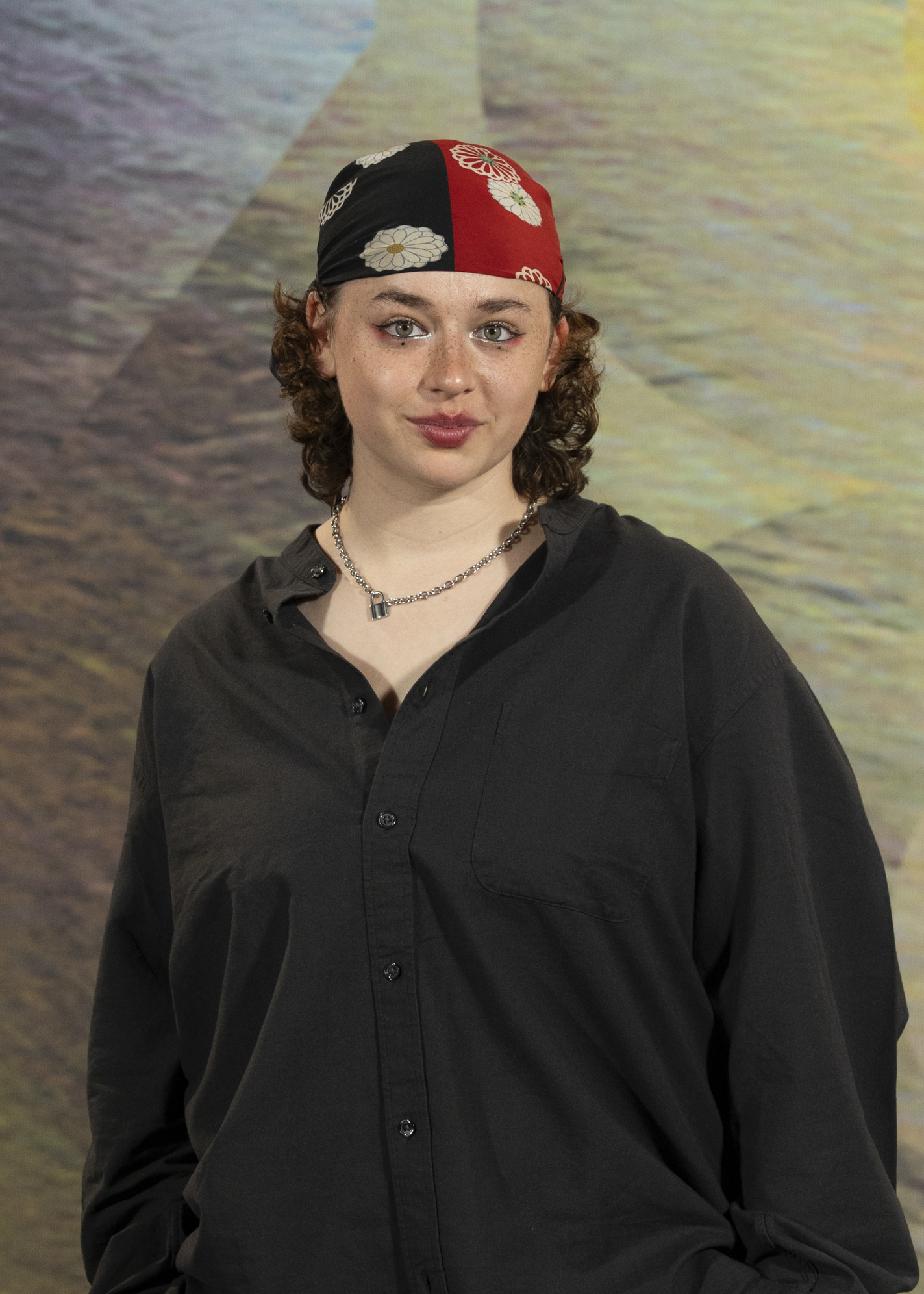
Paula Schindler (2025)

Paula Charlotte Schindler (* 6. August 2001 in Bern) ist eine Schweizer Schauspielerin und Musikerin.

## Leben
Paula Charlotte Schindler wuchs in Bern und in Herisau/Appenzell Ausserrhoden auf. Sie arbeitet für Film, Fernsehen und Theater in Deutschland und der Schweiz. Musikalisch tritt sie als Charly Juna auf. Von 2022 bis 2025 absolvierte sie ihre Schauspielausbildung an der Filmuniversität Konrad Wolf Babelsberg/Potsdam. Ab der Spielzeit 2025/2026 ist sie Mitglied des Ensembles des Theaters Koblenz.
Sie wirkte unter anderen in den Kinofilmen Der Spatz im Kamin (2024; Regie: Ramon Zürcher) und Sehnsucht in Sangerhausen (2025; Regie: Julian Radlmaier) mit. Beide Filme nahmen am Filmfestival Locarno im internationalen Wettbewerb teil und waren für den Goldenen Leoparden nominiert.

## Filmographie
- 2023: Tage der Nacht
- 2023: Schule am Meer[4]
- 2023: SOKO Leipzig
- 2024: Der Spatz im Kamin (nominiert für den Schweizer Filmpreis 2025, Kategorie: beste Nebendarstellung)[5]
- 2025: Sehnsucht in Sangerhausen

## Theater (Auswahl)
- 2019: Cinderella (Peter Maxwell Davies), Stadttheater St. Gallen
- 2023–2024: Hamlet oder (Uraufführung nach Alfred Döblin), TD Berlin
- 2025: Lenz geht live (nach Georg Büchner; Uraufführung Elisabeth Pape), Theater Koblenz[6][7]

## Musik
- 2020: 2. Platz bei «BandXost» mit «Sort of Sad»
- 2022: Preisträgerin im Singer-Songwriter Contest Kulturland Brandenburg[8]
- seit 2023: Mitglied der Band «Ezy Schubert»
- Frühling 2025: Charly Juna – Release erste EP "risse in der wand"[9]